# Козловский сельсовет (Минская область)
Козловский сельсовет — административно-территориальная единица в Несвижском районе Минской области Республики Беларусь. Административный центр — деревня Козлы.

## Состав
Козловский сельсовет включает 9 населённых пунктов:
- Гусаки — деревня.
- Долкинды — деревня.
- Жанковичи — деревня.
- Каменка — деревня.
- Козлы — деревня.
- Кохановичи — деревня.
- Малоеды — деревня.
- Оношки — агрогородок.
- Ходатовичи — деревня.